# رينالدو ديستي
رينالدو ديستي (مودينا، 25 أبريل 1655 - مودينا، 26 أكتوبر 1737) دوق مودينا و ريدجو بين عامي 1695 و1737.
آخر أبناء الدوق فرانشيسكو الأول ديستي ، نزع عنه الثوب الكاردينالي في سنة 1695 ليخلف ابن شقيقه فرانشيسكو الثاني . تزوج من الأميرة الألمانية كارلوتا فيليشيتا ابنة يوهان فريدرش دوق براونشفايغ لونيبورغ ابن عم جورج الأول ملك بريطانيا العظمى مع أقارب الكثير من الأمراء من ألمانيا. في سنة 1699 و في مودينا تزوجت شقيقة زوجته أماليا فيلهلمينا أميرة براونشفايغ لونيبورغ من يوزف ابن الإمبراطور ليوبولد الأول ، (1678 - 1711) ، و الذي سيصبح بدوره الإمبراطور ، بذلك يكون رينالدو قريباً لآل هابسبورغ .